# Harrison, Montana
Harrison är en ort i Madison County i delstaten Montana, USA.